# Березина (верхня притока Дніпра)
Березина — річка в Білорусі й Росії у Ліозненському, Руднянському й Краснинському районах Вітебської й Смоленської областей. Права притока річки Дніпра (басейн Чорного моря).

## Опис
Довжина річки 63 км, площа басейну водозбору 938 км². Формується притоками та безіменними струмками.

## Розташування
Бере початок із болота біля села Мальково. Тече переважно на південний схід і на південно-західній стороні від села Гусино впадає в річку Дніпро.